# Aykut Kocaman
Aykut Kocaman (Geyve, 5 de abril de 1965) é um ex-futebolista turco que atuava como atacante. Atualmente está sem clube.

## Carreira
Antes de iniciar a carreira como futebolista no início dos anos 1980, foi atleta de ginástica artística do Eczacıbaşı, clube de Istambul, onde conquistou 40 medalhas em torneios locais e regionais, incluindo também uma medalha de prata no torneio nacional da modalidade. Em 1984, iniciou sua trajetória no futebol ao lado do Sakaryaspor, clube profissional sediado em Adapazarı, capital da província de Sacaria, onde permaneceu por 4 temporadas, marcando 26 gols em 84 partidas disputadas (média de 0,31 gol por jogo). No clube, foi campeão da Segunda Divisão Turca na temporada 1986–87 e fez parte da equipe que conquistou a Copa da Turquia de 1987–88, a maior conquista da história do Sakaryaspor até os dias atuais.
Sua liderança e bom desempenho dentro de campo atraiu o interesse do gigante turco Fenerbahçe, que o contratou em 1988. Pelos Canários Amarelos, conquistou o Campeonato Turco nas temporadas 1988–89 e 1995–96, além da Supercopa da Turquia em 1990. Ao longo de 8 temporadas, disputou 269 partidas oficiais, marcando 164 gols (média de 0,61 gol por jogo). Mesmo tendo sido reconhecido pela torcida e pela imprensa local como ídolo e um dos principais jogadores do Fenerbahçe nos anos 1990, acabou tendo o contrato rescindido pelo então presidente do clube Ali Haydar Şen, que se irritou profundamente com a postura de Aykut após este ter confessado ficar com remorso por ter marcado o gol decisivo da vitória do Fenerbahçe contra o Trabzonspor (clube do qual era torcedor) por 3–2 em confronto válido pela 34ª rodada do Campeonato Turco de 1995–96.   
Com isso, aceitou a oferta do İstanbulspor, clube também de Istambul administrado nessa época pela poderosa Família Uzan, proprietária de um grande conglomerado turco de mídia impressa e televisiva, onde permaneceu por 4 temporadas até anunciar sua aposentadoria dos gramados em 2000 aos 35 anos. Pelo clube, disputou 91 partidas oficiais e marcou 39 gols (média de 0,43 gol por jogo).  
Ao longo de sua carreira, tornou-se membro do seleto grupo de jogadores que marcaram 200 ou mais gols em partidas disputadas válidas pelo Campeonato Turco. Também ficou famoso por consagrar uma jogada especial no futebol, que consistia em receber um lançamento alto, matar a bola no peito e disparar um potente chute ao gol. Tal jogada foi batizada de Aykut em homenagem ao seu idealizador.  

## Títulos

### Como jogador

#### Sakaryaspor
- Segunda Divisão Turca (1): 1986–87

- Copa da Turquia (1): 1987–88

#### Fenerbahçe
- Campeonato Turco (2): 1988–89 e 1995–96
- Supercopa da Turquia (1): 1990

### Como treinador

#### Fenerbahçe
- Campeonato Turco (1): 2010–11
- Copa da Turquia (2): 2011–12 e 2012–13

#### Konyaspor
- Copa da Turquia (1): 2016–17